# 闾伯升
闾伯升（？—540年），北魏大臣，字洪达，柔然王室后裔，河南洛阳人。
他的高祖父投降北魏，封高昌王，任司徒公。后代历仕北魏，尚太尉咸阳王元禧之女元仲英为妻。有文武才，历任散骑侍郎、司徒司空府参军事。正光年间，为给事黄门侍郎、司空长史兼大鸿胪卿、太尉长史、散骑常侍、本国大中正。